# Belenois java
Belenois java, ou branca comum, é uma pequena borboleta da família Pieridae que pode ser encontrada na Austrália, Indonésia e Melanésia.  É altamente migratória e é frequentemente confundida com a Pieris rapae.

## Ciclo de vida
Os ovos são colocados em grupos no topo das folhas da planta hospedeira. A lagarta alimenta-se de Apophyllum anomalum, Capparis arborea, Capparis canescens, Capparis lasiantha, Capparis mitchellii,Capparis sepiaria, Capparis spinosa e Capparis umbonata. Ao contrário de outras lagartas do seu tamanho, s B. java alimenta-se de uma quantidade razoavelmente pequena de alimento, tornando-a menos uma praga agrícola do que as outras. As lagartas alimentam-se por cerca de três semanas até ficarem totalmente crescidas. Elas surgem por volta de dezembro em grande parte do seu habitat natural.